# Memi Bečirovič
Mehmed « Memi » Bečirovič, né le 1er mars 1961, à Slovenska Bistrica, dans la République socialiste de Slovénie, est un entraîneur slovène de basket-ball. Il est le père du basketteur Sani Bečirovič.